# Maravichromis obtusus
Maravichromis obtusus és una espècie de peix de la família dels cíclids i de l'ordre dels perciformes.

## Morfologia
Els mascles poden assolir els 22 cm de longitud total.

## Distribució geogràfica
Es troba a Àfrica: llac Malawi.